# Malvina Tavares
Júlia Malvina Hailliot Tavares o Malvina Tavares (Encruzilhada do Sul, 24 de noviembre de 1866 — Cruzeiro do Sul, Rio Grande do Sul, 16 de octubre de 1939) fue una de las más activas militantes anarquistas brasileñas, poeta,  y pionera de la educación libertaria en la Región Sur de Brasil. Fue responsable de la creación de una escuela ajustada al diseño laico, lo que se denominó la "Escuela moderna de Francisco Ferrer", en el Municipio de São Gabriel do Lajeado, en la cual se educarían notables libertarios de las generaciones que sucedieron a la suya.

## Biografía
Julia Malvina Hailliot era hija de François de Lalemode Hailliot  y de Henriette Souleaux Hailliot, inmigrantes franceses que llegaron al Brasil a mediados del siglo XIX. Existen pocos registros sobre sus pasos, ya que su infancia y adolescencia se encuentran esbozadas en su diario que se muestra lleno de lagunas sobre su pasado. Malvina hace referencia al hecho de que su madre había nacido en un castillo, en Burdeos dando a entender a través de ese pasaje, de un posible origen aristocrático de parte de su familia materna. Pero no existe, ninguna confirmación de esa información; permaneciendo oscura, la vida de la familia Hailliot en Brasil, de mediados del siglo XIX.
A fines de la década de 1880, Malvina fue enviada a la capital por su familia para estudiar magisterio en la Escuela Normal de Porto Alegre. En esa escuela, estudió otra futura pedagoga libertaria Ana Aurora do Amaral Lisboa que, a pesar de sus innumerables coincidencias ideológicas, en referencias a las trayectorias de vida de ambas, jamás llegaron a conocerse.
En 1890, se casó, ya profesional, con el comerciante portugués José Joaquim Tavares, manteniendo una participación activa en la política de su época. Con la llegada de Júlio de Castilhos al poder; e instituido su repudio a las interferencias de la Nación en los asuntos provinciales, los defensores del federalismo como Malvina Tavares y de Ana Autora do Amaral Lisboa no saldrían indemnes. En 1898, ya profesora, acompañada de su marido Malvina fue transferida de la ciudad de Porto Alegre a la villa de Encruzilhada. Dos años después, en 1900, se mudaron a São Gabriel da Estrela, antiguo nombre del actual municipio de Cruzeiro do Sul enseñando durante generaciones hasta el final de su vida.
A pesar de las adversidades, Malvina persistió en el cargo de profesora, tomando para sí la tarea de educar a niños del área rural de aquella localidad. Sin un prédio que sirviese de Escuela, inicialmente Malvina los educó en su propia casa. Su influencia en la región ciertamente superó el simple espacio de la educación infantil, para alcanzar a toda la comunidad.  Como docente, abolió los castigos corporales a los educandos, muy comunes en esa época,  y pasó a innovar en los métodos de educación, aboliendo la enseñanza religiosa  y adoptando didácticas revolucionarias propuestas por el educador anarquista catalán Francisco Ferrer i Guardia.

## Legado
El legado de Malvina Tavares dentro del movimiento obrero brasileño, de inicios del siglo XX fue notable. Varios de sus alumnos, más tarde se tornarían militantes anarquistas y profesores, en gran medida inspirados en los ideales de educación libertaria, de los que comulgaba su profesora. Esa generación de militantes nutriría un sentimiento de gran admiración por Malvina. Armando Martins, Artur Fabião Carneiro, Cecílio Villar, Dulcina Martins, Espertirina Martins, Eulina Martins, Nino Martins,  Virgínia Martins, fueron todos ellos alumnos de Malvina Tavares, y cuando adultos se tornarían en grandes articuladores anarquistas y sindicalistas.
En su familia también persistirían las ideas revolucionarias por generaciones, sin olvidar el legado de esa pionera.  El periodista Flávio Tavares, uno de sus nietos, se involucraría en la lucha armada contra la dictadura; siendo apresado e intensamente torturado y, más tarde el 7 de septiembre de 1969, junto con 15 presos políticos, fueron cambiados por el embajador estadounidense Charles Burke Elbrick secuestrado por grupos de resistencia. 

## Honores
Flavio Tavares dedicó, en 2004 in memorian, a su abuela el libro "O dia em que Getúlio Matou Allende e outras novelas.
Calles epónimas
- ciudad de Porto Alegre.
- barrio Chácara Paraíso (Santa Luzia) Ribeirão Pires, São Paulo